# Лукас Ловат
Лукас Ловат (порт. Lucas Lovat, 15 січня 1997, Флоріанополіс) — бразильський футболіст, захисник російського «Ахмата».

## Клубна кар'єра

### Ранні роки
Свою футбольну кар'єру розпочав у команді «Аваї», з якою у 2015 році дебютував у місцевій Серії А.
Влітку 2016 року він перейшов в оренду до клубу «Греміо», але грав виключно за команду до 20 років і у квітні 2017 року повернувся в «Аваї». Він зіграв за «Аваї» в 16 матчах в усіх турнірах і забив один гол.

### «Спартак» (Трнава)
На початку 2019 року, після закінчення контракту з «Аваї», перейшов до словацького клубу «Спартак» (Трнава). Дебютував за нову команду 23 лютого 2019 року в грі чемпіонату проти ДАКа 1904 (3:1), вийшовши на поле на 61-й хвилині замість Фабіана Мізенбека. Зі «Спартаком» він вийшов у фінал Кубка Словаччини у 2019 році, де у серії пенальті переміг «Жиліну», при цьому Ловат реалізував свій удар. Всього до кінця сезону 2018/19 він провів 10 матчів чемпіонату та три гри кубку за трнавців.
6 липня 2019 року він відіграв за команду усі дев'яносто хвилин у матчі Чесько-словацького Суперкубку, який пройшов у Трнаві проти чеської команди «Славія» (Прага), але «Спартак» розгромно програв той матч з рахунком 0:3. У новому сезоні бразилець продовжував залишатись основним гравцем і дебютував у складі «Спартака» у єврокубках, вийшовши в основі 11 липня на матч проти боснійської команди «Радник» (Бієліна) у другому кваліфікаційному раунді Ліги Європи УЄФА 2019/20. Свій перший і єдиний гол за клуб Лукас забив 5 жовтня 2019 року в поєдинку з ДАКом 1904 (1:2), зрівнявши рахунок на 68-й хвилині.

### «Слован» (Братислава)
У січні 2020 року, у день свого 23-річчя, бразилець уклав угоду на чотири з половиною роки з братиславським «Слованом», де став здебільшого грати на позиції лівого захисника.
Свій перший старт у чемпіонаті за столичний клуб провів 1 березня 2020 року в 21-му турі в поєдинку з командою «Нітра» (1:0), провівши на полі увесь матч. Загалом зігравши до кінця сезону у 5 іграх і допоміг «Словану» захистити титул чемпіона країни. Братиславський «Слован» того року також виграв кубок, але Ловат не провів жодного матчу в тому турнірі.
За підсумками наступного сезону 2020/21 він знову виграв чемпіонство зі «Слованом», зігравши у тому турнірі 13 матчів. Крім того він вдруге поспіль виграв національний кубок, зігравши в одному матчі і вперше в історії допоміг команді захистити «золотий дубль».
Перед початком сезону 2021/22 Лукас тримав травму через яку не міг зіграти до кінця року, а у другій половині сезону бразилець зіграв у 6 іграх чемпіонату та допоміг своєму клубу здобути четвертий титул чемпіона Словаччини поспіль, завдяки чому «Слован» став першим в історії словацького футболу клубом, який зумів показати такий результат.

## Досягнення
Спартак (Трнава)
 Переможець Кубка Словаччини: 2018/19
Слован (Братислава)
 Чемпіон Словаччини (4): 2019/20, 2020/21, 2021/22, 2022/23
 Переможець Кубка Словаччини (2): 2019/20, 2020/21